# Teichwitz
Teichwitz ist eine Gemeinde im Landkreis Greiz in Thüringen. Seit 2014 gehört Teichwitz der Verwaltungsgemeinschaft Ländereck an.

## Geographie

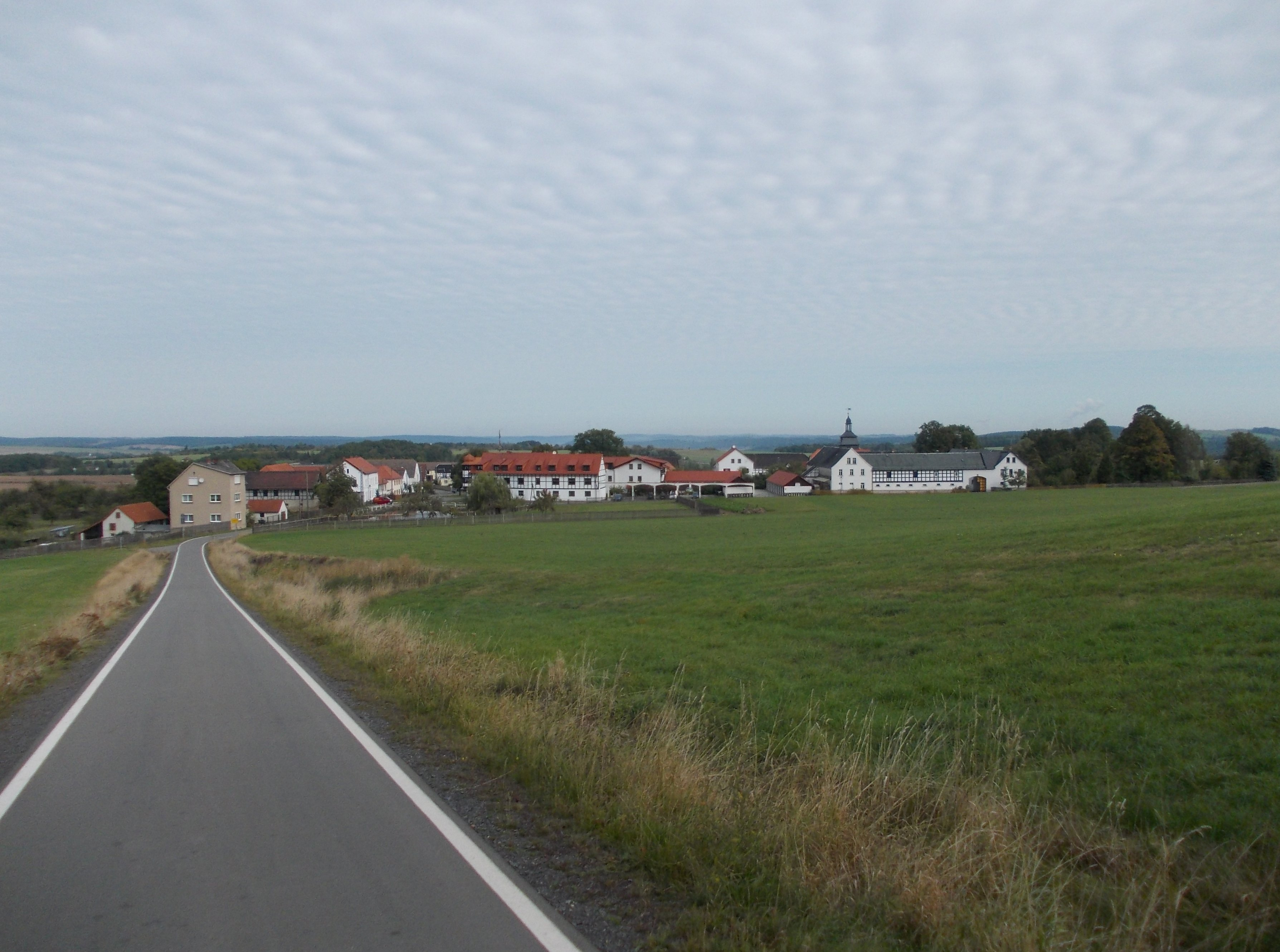
Teichwitz von Süden

Teichwitz liegt am Rande des Thüringer Schiefergebirges, an der Bundesstraße 92 Greiz – Gera. Teichwitz liegt 331 m ü. NN. Die nächstgrößeren Städte sind Gera im Norden und Greiz im Süden. Das Dorf liegt im Thüringer Vogtland.

### Nachbargemeinden
Angrenzende Gemeinden sind die Stadt Berga-Wünschendorf und die Stadt Weida.

## Geschichte

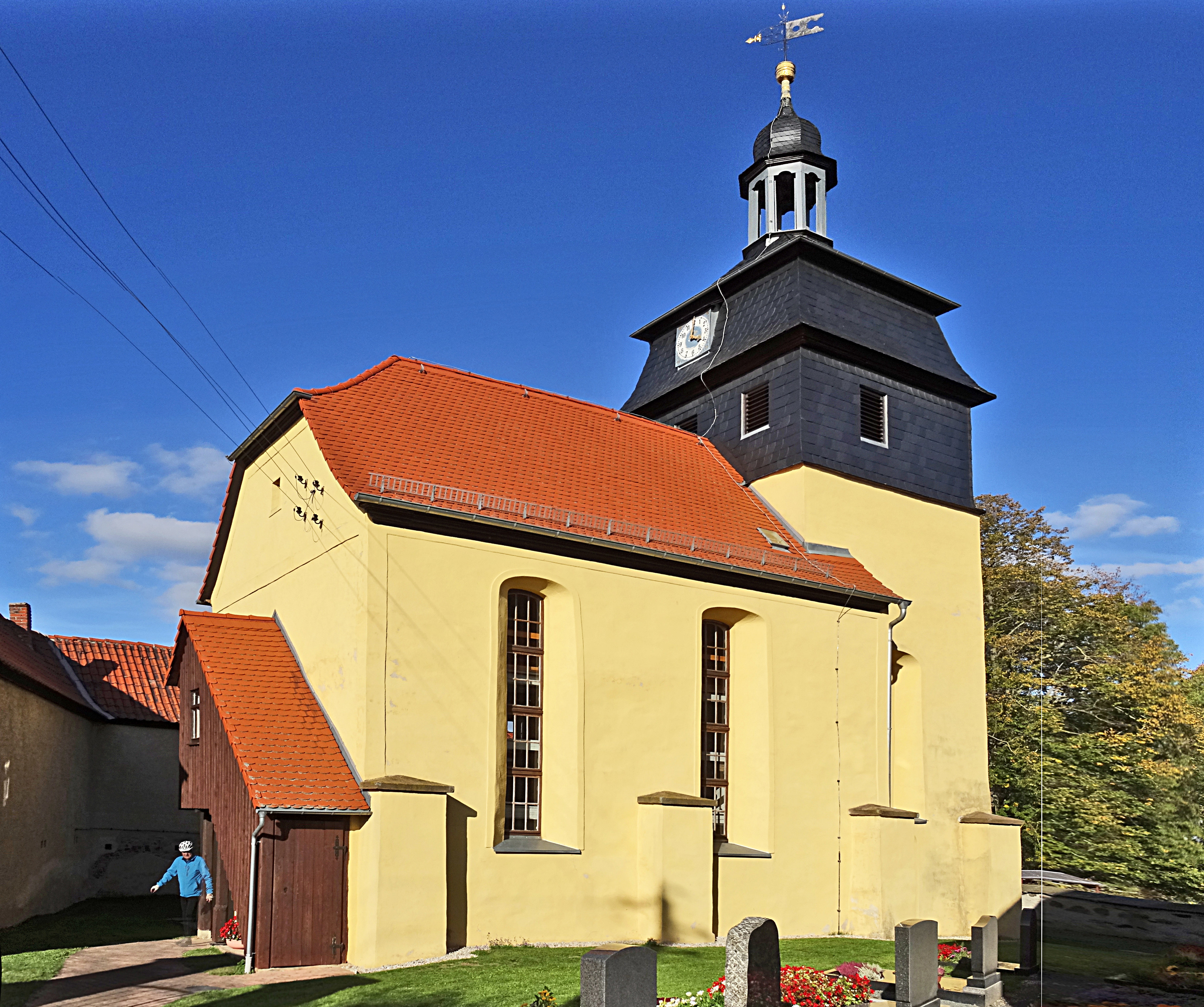
St. Johannes

Teichwitz geht auf eine slawische Rundling-Siedlung zurück und wurde in einer Urkunde 1267 erstmals erwähnt. 
Vor der Erwähnung als Teichwitz hieß dieser Ort Lasan und war ein Vorwerk. Teichwitz ist Amtsdorf des kursächsischen Amtes Weida gewesen, das mit dem Ort nach dem Wiener Kongress an das Großherzogtum Sachsen-Weimar-Eisenach fiel. Die Gewannflur umfasste 1905 307 ha.
Teichwitz war seit 1991 Mitglied der Verwaltungsgemeinschaft Leubatal. Am 31. Dezember 2013 wurde diese aufgelöst und Teichwitz trat der Verwaltungsgemeinschaft Wünschendorf/Elster bei, die seit 2024 wieder Ländereck heißt. Ebenfalls seit 2024 hat Teichwitz keine gemeinsame Grenze zum übrigen Gebiet der Verwaltungsgemeinschaft mehr.

### Kirche
St. Johannes (Teichwitz)

### Einwohnerentwicklung

Einwohnerentwicklung von Teichwitz von 1933 bis 2018

Entwicklung der Einwohnerzahl (ab 1994 31. Dezember):
| - 1933 – 109 - 1939 – 118 - 1994 – 116 - 1995 – 120 - 1996 – 123 - 1997 – 132 - 1998 – 134 | - 1999 – 134 - 2000 – 131 - 2001 – 130 - 2002 – 134 - 2003 – 128 - 2004 – 120 - 2005 – 119 | - 2006 – 119 - 2007 – 117 - 2008 – 115 - 2009 – 110 - 2010 – 110 - 2011 – 101 - 2012 – 102 | - 2013 – 099 - 2014 – 109 - 2015 – 103 - 2016 – 107 - 2017 – 107 - 2018 – 102 - 2019 – 107 | - 2020 – 110 - 2021 – 95 - 2022 – 97 - 2023 – 96 |

 Datenquelle ab 1994: Thüringer Landesamt für Statistik

## Politik

### Bürgermeister
Ehrenamtlicher Bürgermeister von Teichwitz ist seit der Wahl 2016 Steffen Wolff (parteilos). Vorherige Bürgermeister waren von 1994 bis 1999 und von 2004 bis 2010 Erika Schaller sowie in den Jahren von 1999 bis 2004 Andrea Schröter und in den Jahren 2010 bis 2016 Tobias Voigt.

### Gemeinderat
Der Gemeinderat wurde bei der Kommunalwahl vom 26. Mai 2024 in einer Mehrheitswahl bestimmt. Die sechs Mitglieder gehören der Liste der Freiwilligen Feuerwehr an. Die Wahlbeteiligung lag bei 89,3 %, was dem höchsten Wert im Landkreis Greiz entsprach.

## Wirtschaft und Infrastruktur

### Wasserver- und Abwasserentsorgung
Die Gemeinde Teichwitz ist Mitglied im Zweckverband Wasser / Abwasser Mittleres Elstertal. Dieser übernimmt für die Gemeinde die Trinkwasserversorgung und Abwasserentsorgung.

## Persönlichkeiten
- Heinrich Gottlieb Francke (1705–1781), Jurist, stammt aus Teichwitz.